# Église Saint-Apollinaire de L'Argentière-la-Bessée
L'église Saint-Apollinaire est une église catholique située à l'Argentière-la-Bessée (Hautes-Alpes) dans le diocèse de Gap et d'Embrun.

## Historique
L'église date du XVe siècle tandis que le clocher a été reconstruit au XIXe siècle après sa destruction par la foudre.
L'église est classée au titres des monuments historiques en 1913 et divers terrains attenants le sont en 1933.

## Description

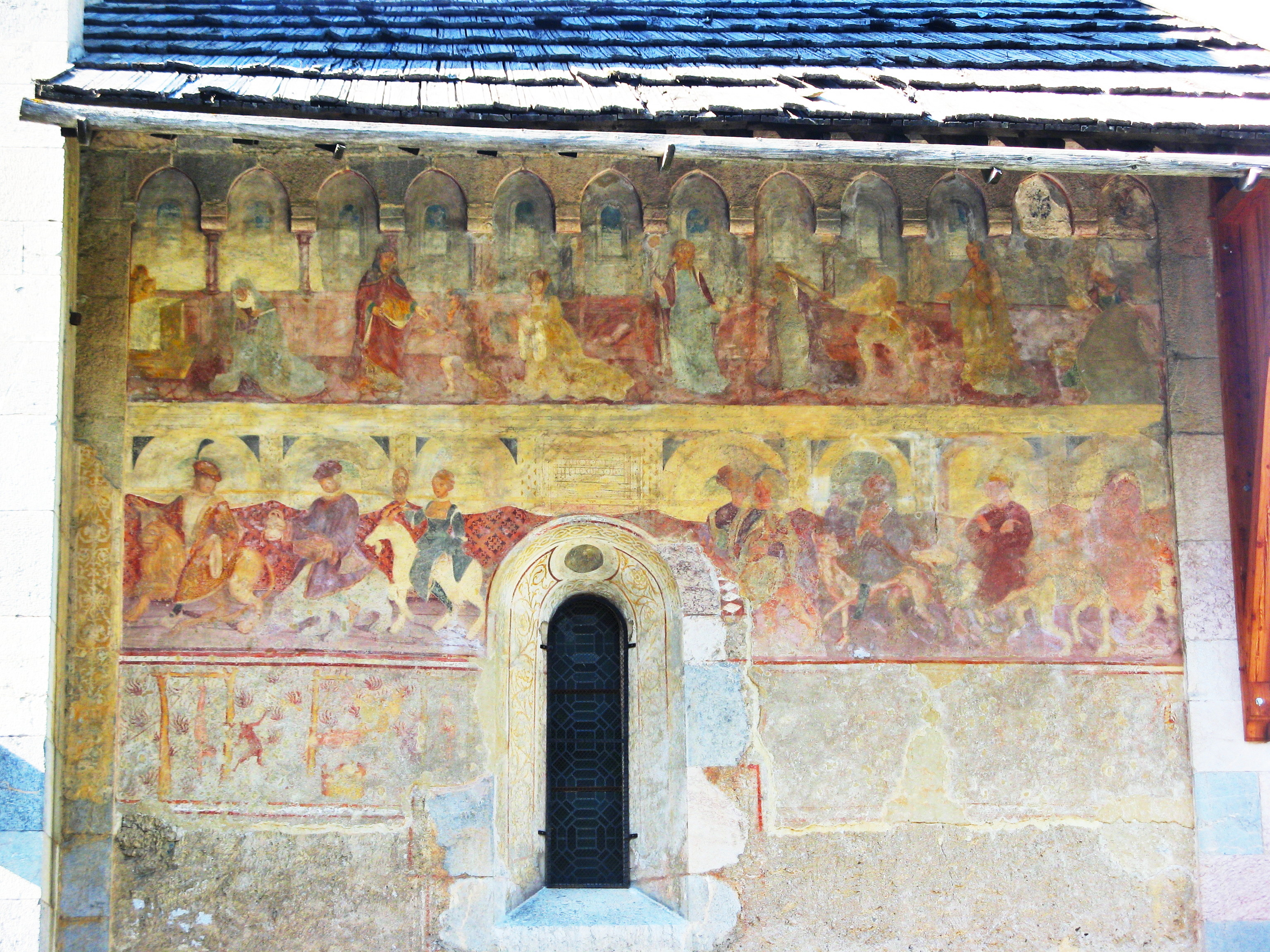
Peintures murales.

L'intérêt principal de cette église réside dans une série de peintures murales du XVIe siècle (1516) en trois tableaux placées sur la façade sud, réalisées sans doute par un artiste italien évoquant les Vices et les Vertus,.